# Cabane des Vignettes
Die Cabane des Vignettes ist eine Schutzhütte der Sektion Monte Rosa des Schweizer Alpen-Clubs (SAC) und liegt am Col des Vignettes auf einer Höhe von 3157 m ü. M. am Ende des Val d’Arolla. Sie dient der Besteigung verschiedener Berge in der Umgebung, wie zum Beispiel des Mont Blanc de Cheilon (3870 m ü. M.) und der Pigne d’Arolla (3796 m ü. M.). Die Hütte liegt an der Walliser Haute Route.

## Übergang
- Singlabiwak in 2 ½ Stunden, 365 Höhenmeter, Schwierigkeitsgrad L.

Cabane des Vignettes auf der Landeskarte der Schweiz 1:50'000, Ausgabe 1968

## Unglück vom 29. April 2018
Am 29. April 2018 erfroren 7 Alpinisten einer 14er Gruppe auf der 5. Etappe zur Cabane des Vignettes. Während eines orkanartigen Sturms verloren sie die Orientierung, irrten rund 12 Stunden über den Gletscher und verbrachten schließlich ohne Schutz bei eisigen Temperaturen in einem Notbiwak die Nacht. Die rettende Cabane des Vignettes war nur 500 Meter Luftlinie entfernt. Erst am nächsten Morgen, als das Wetter besser wurde, entdeckte eine Gruppe, die sich nach Zermatt aufmachte, die Überlebenden. In einer grossangelegten Rettungsaktion mit insgesamt 7 Helikoptern wurden die Alpinisten ausgeflogen.